# Axixá do Tocantins
Axixá do Tocantins är en kommun i Brasilien.   Den ligger i delstaten Tocantins, i den centrala delen av landet, 1 100 km norr om huvudstaden Brasília. Antalet invånare är 9 275.
Omgivningarna runt Axixá do Tocantins är huvudsakligen savann. Runt Axixá do Tocantins är det ganska glesbefolkat, med 48 invånare per kvadratkilometer.